# Estação Ferroviária de Bemposta
A Estação Ferroviária de Bemposta, também conhecida como de Bemposta - São Facundo, é uma interface da Linha do Leste, que serve a freguesia de Bemposta, no Distrito de Santarém, em Portugal.

## Descrição

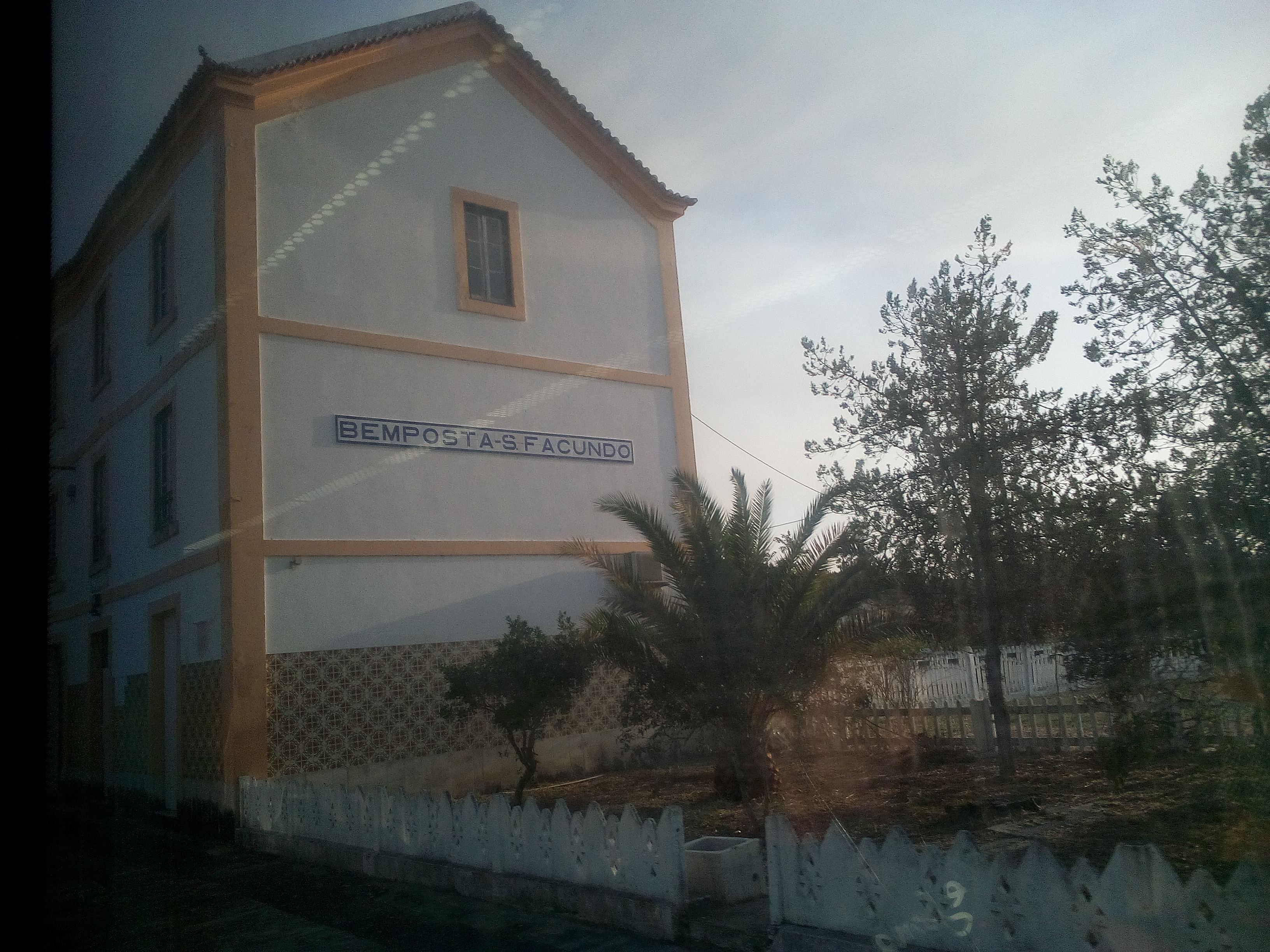
Estação de Bemposta, em 2017.

### Localização e acessos
Esta interface tem acesso pela Rua da Estação na localidade de Bemposta, situando-se na margem direita da Ribeira do Vale das Mós, oposta ao aglomerado urbano e portanto localizada em território da vizinha freguesia de São Facundo e Vale das Mós cuja sede, a semi-nominal povoação de São Facundo, porém dista da estação 5,2 km (via EM608).

### Infraestrutura
O edifício de passageiros situa-se do lado sudoeste da via (lado direito do sentido ascendente, para Badajoz). Em Janeiro de 2011, apresentava duas vias de circulação, ambas com 430 m de comprimento, e duas plataformas, com 154 e 124 m de extensão, e 35 e 40 cm de altura.

## História

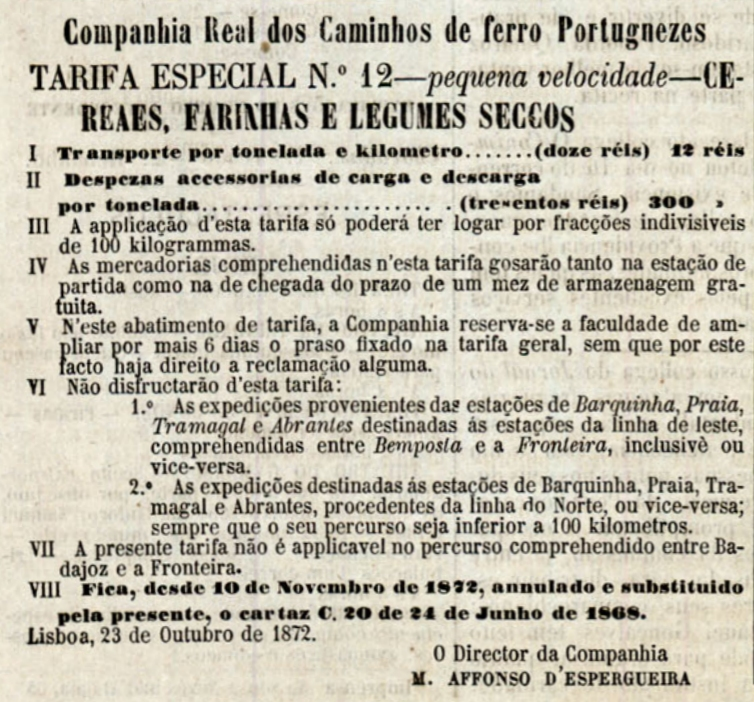
Anúncio de 1872 da Companhia Real, onde Bemposta surge com a categoria de estação.

Na década de 1850, o engenheiro Thomaz Rumball foi encarregado de estudar vários traçados para uma linha entre Lisboa e a fronteira com Espanha em Badajoz, tendo uma das propostas sido por Santarém, Tancos, Abrantes, Ponte de Sor, Crato, Monforte. A seguir a Abrantes, a linha acompanharia o vale do Rio Torto, passando pela povoação de Bemposta. No entanto, o próprio autor menosprezou esta opção, devido ao facto de passar demasiado longe de Estremoz, ponto que Rumball considerava indispensável. Apesar disto, este traçado foi escolhido, tendo o lanço entre Abrantes e Crato da Linha do Leste entrado ao serviço no dia 6 de Março de 1866, pela Companhia Real dos Caminhos de Ferro Portugueses.
Em 1934, a Junta Autónoma das Estradas tinha aberto um concurso para a construção de um ramal da Estrada Nacional 83-2ª, de forma a servir as estações de Bemposta e Ponte de Sor.
No dia 1 de Janeiro de 2012, a C.P. suspendeu os serviços regionais entre Entroncamento e Elvas, e em Maio do mesmo ano Bemposta (junto com Santa Eulália e Crato) foi removida formalmente, pela entidade reguladora, da rede em exploração.

Em 25 de setembro de 2015, os comboios de passageiros voltaram a circular na Linha do Leste, às sextas-feiras e aos domingos, com duas ligações por dia, uma em casa sentido, entre o Entroncamento e Portalegre, embora sem paragens na estação de Bemposta. Mas em 29 de Agosto de 2017, foram retomados os comboios do Entroncamento a Badajoz, que também serviam a estação de Bemposta.